# 李慕豪
李慕豪（1992年6月2日—），贵州省贵阳市人，中国篮球运动员。从2014年起曾经短暂的加入几次中国国家队，但由于自身实力远远达不到国家队水准，而且所谓的潜力也迟迟无法兑现，最终他在坐了两年板凳后还是被排除在了国家队的人选考虑之外。2018年李慕豪所在的深圳队队友沈梓捷取代了他在国家队的位置，这使得他也因此永远失去了再进国家队的机会。李慕豪一度被媒体誉为王治郅和姚明后中国男篮新的移动长城。2014年6月29日李赴美参加2014年NBA选秀大会，但是他由于在训时的糟糕表现被众多球探诟病，最终也并未能在选秀中被任何球队选中。